# Бодлива сърцевидка
Бодливите сърцевидки (Acanthocardia aculeata) са вид миди от семейство Сърцевидки (Cardiidae).
Таксонът е описан за пръв път от Карл Линей през 1758 година.